# 中國軟實力科技
中國軟實力科技集團有限公司，簡稱中國軟實力科技集團，以及中國軟實力科技（英語：China Soft Power Technology Holdings Limited，港交所：0139），在2010年11月9日，由越南控股有限公司更名而來，前身為「中國微電子科技集團有限公司」，以及「中國金海國際集團有限公司」。
現時業務研發及銷售廣泛應用於移動終端，具自主知識產權的微處理器晶片、買賣及分銷電子產品及其他產品，以及證券投資及買賣業務。
董事長為黃皓。而總部位於香港灣仔告士打道39號夏愨大廈1603-5室。